# Colonia Emiliano Zapata, Tangancícuaro
Colonia Emiliano Zapata är en ort i Mexiko.   Den ligger i kommunen Tangancícuaro och delstaten Michoacán de Ocampo, i den centrala delen av landet, 300 km väster om huvudstaden Mexico City. Colonia Emiliano Zapata ligger 1 738 meter över havet och antalet invånare är 129.
Terrängen runt Colonia Emiliano Zapata är huvudsakligen kuperad, men åt sydväst är den platt. Runt Colonia Emiliano Zapata är det ganska tätbefolkat, med 116 invånare per kvadratkilometer. Närmaste större samhälle är Zamora, 16,2 km väster om Colonia Emiliano Zapata. I omgivningarna runt Colonia Emiliano Zapata växer huvudsakligen savannskog.